# Carlo Perrin
Pour les articles homonymes, voir Charles Perrin et Perrin.
Carlo Silvio Perrin, également Charles Perrin, né le 12 juillet 1946 à Torgnon, est un homme politique italien, 13e président de la junte régionale de la Vallée d'Aoste depuis le 8 juillet 2003 (12e législature du Conseil de la Vallée) jusqu'en 2005.

## Biographie
Il a été sénateur au Sénat de la République d'avril 2006 à avril 2008, élu sur une liste Autonomie Liberté Démocratie (et inscrit au groupe sénatorial Pour les autonomies), alliée à l'Union (centre-gauche). Il est battu d'assez peu en 2008, par Antoine Fosson, sur une liste du Renouveau valdôtain.
Ancien membre de l'Union valdôtaine (UV), un parti régionaliste, allié à l'Olivier (centre-gauche), il a lancé depuis le mouvement Renouveau valdôtain.
Ayant effectué l'École normale, il a enseigné comme professeur des écoles  et bibliothécaire.
Il a également été syndic de Torgnon de 1975 à 1985, puis de 1990 à mai 1993.
Il figure parmi les fondateurs de l'Association régionale des éleveurs valdôtains (AREV), dont il a été le président de 1984 à 1993.
En 1993, il est élu conseiller régional, réélu en 1998, puis en 2003 (XIIe législature du Conseil régional) avec 4.139 voix.
Il a obtenu 25 voix, 3 de plus que la majorité (ont voté pour lui 3 des 7 conseillers de Stella alpina). La Maison des libertés et Arcobaleno Vallée d'Aoste ont annoncé qu'ils n'avaient pas voté pour lui. Il peut compter sur 22 voix (18 d'UV et 4 des Démocrates de gauche).
Il a déclaré lors de son élection : « Il existe une éthique fondée sur le respect des différences, sur le respect de la personne, sur le respect réciproque entre les différentes formations politiques au sein de cette assemblée, et en dehors, dans les rapports avec le gouvernement de Rome, dans les rapports avec les autres institutions. »